# Elvonulás

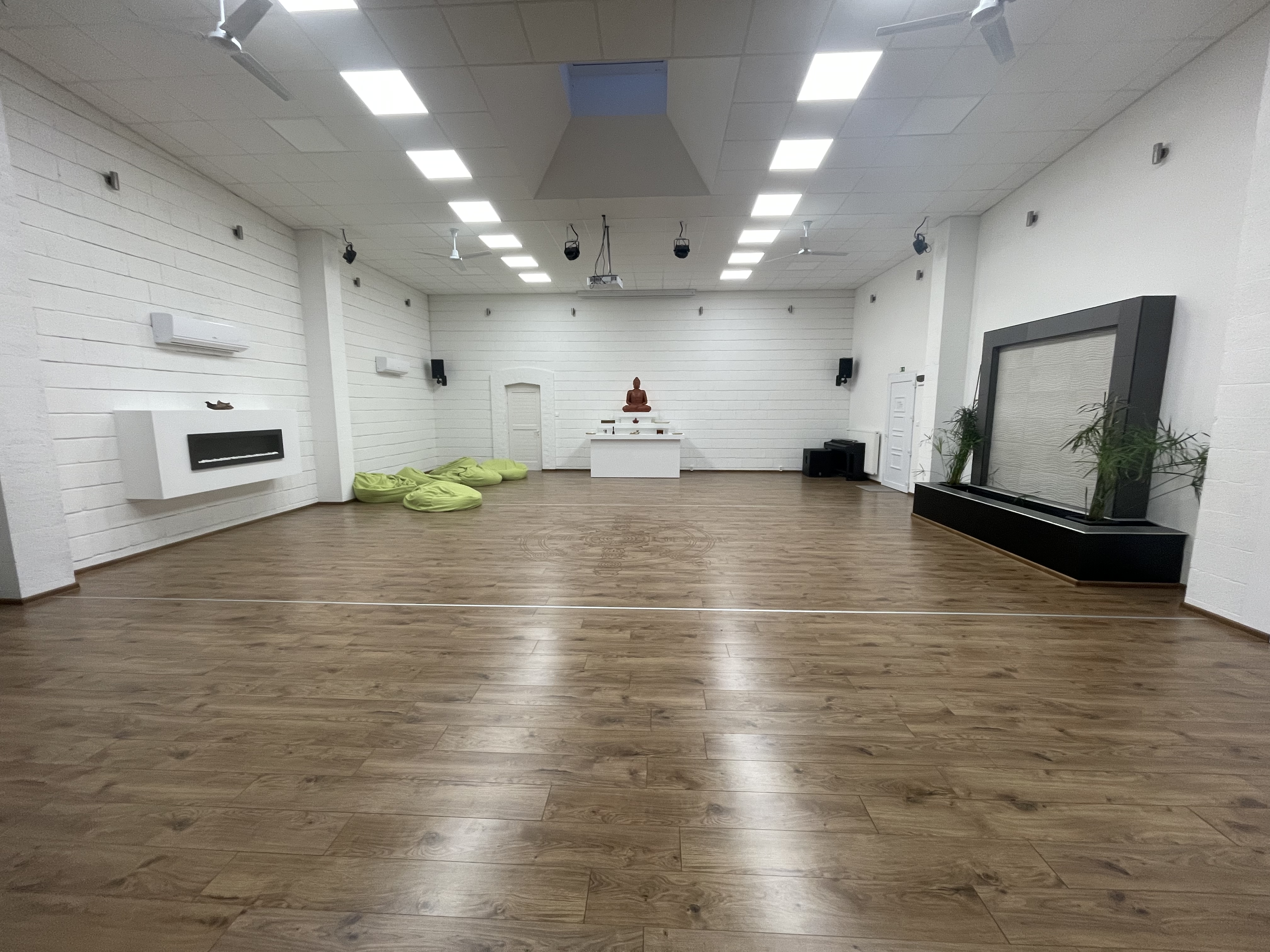
A Mánfai Elvonulási Központ főterme

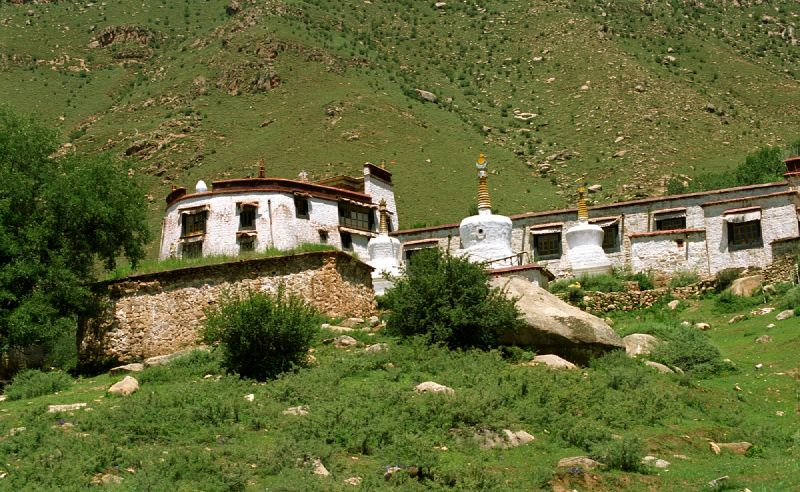
Pabonka remetelak a tibeti Lhászától 8km-re lévő Nyang bran-völgyben, a Napernyő-hegy (tibeti: Dbu gdugs ri) lankái között

A spirituális elvonulás, vagy egyszerűen elvonulás jelentése a különböző vallási és filozófiai közösségekben eltérő. Az ilyen jellegű elvonulások szerves részét képezik a különböző hindu, zsidó, buddhista, keresztény és szúfi közösségeknek. A világvallásokhoz kapcsolódó elvonulások mellett léteznek wellness, spa, kaland, méregtelenítő, és egyéb kreatív elvonulások is. A hinduizmusban és a buddhizmusban a meditációs elvonulásokra a belátás és a koncentráció elmélyítésének bensőséges módjaként tekintenek. Az elvonulás népszerű a keresztény egyházak körében is, amelyet Loyolai Szent Ignác (1491 – 1556) alapított. XI. Piusz pápa 1922-ben a spirituális elvonulás védőszentjének nevezte Ignácot. Több protestáns, katolikus és ortodox keresztény hívő szokott részt venni évente elvonuláson. Meditációs elvonulásokat tartanak az iszlám misztikus ösvényén, a szúfizmusban is, amelyben ez fontos gyakorlatnak számít.

## Buddhizmus

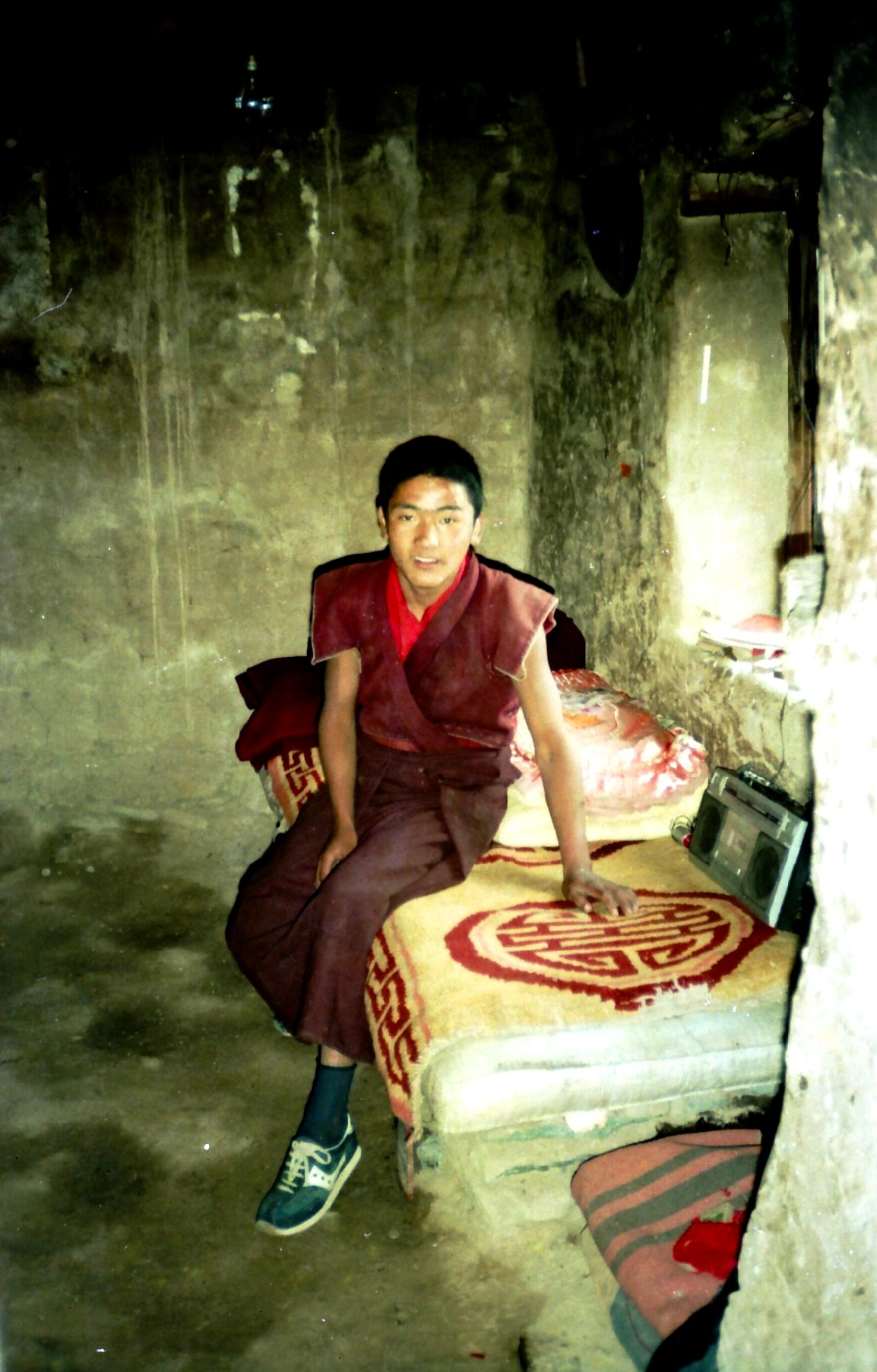
Fiatal tibeti buddhista szerzetes elvonuláson (1993)

Az elvonulást lehet magányban és közösségben is végezni. Egyes elvonulásokat teljes csendben végeznek, de akad olyan is amelyben főszerep jut az eszmecserének, attól függően, hogy a vendéglátó és a résztvevők hogyan értelmezik az elfogadott gyakorlatokat. Az elvonulásokat leggyakrabban félreeső, civilizációtól távoli helyeken, például kolostorban vagy más központokban szoktak tartani. Vannak kezdők és haladók részére megtartott elvonulások. Ez utóbbihoz tartozik például a sötét elvonulás, amely tibeti buddhizmushoz tartozó nyingma iskola dzogcsen irányzatának egyik haladó gyakorlata.
A spirituális elvonulások során lehetőség nyílik a befelé figyelésre, a különböző felajánlásos gyakorlatokra, imádkozásra, recitációra és meditációs gyakorlatokra. A buddhista gyakorlatok szerves részét képezik az elvonulások amiót a történelmi Buddha, Gautama Sziddhártha az esős évszakok során elindította ezt a hagyományt (Vassza). A zen buddhizmusban az elvonulást szessinnek nevezik.

## Kereszténység

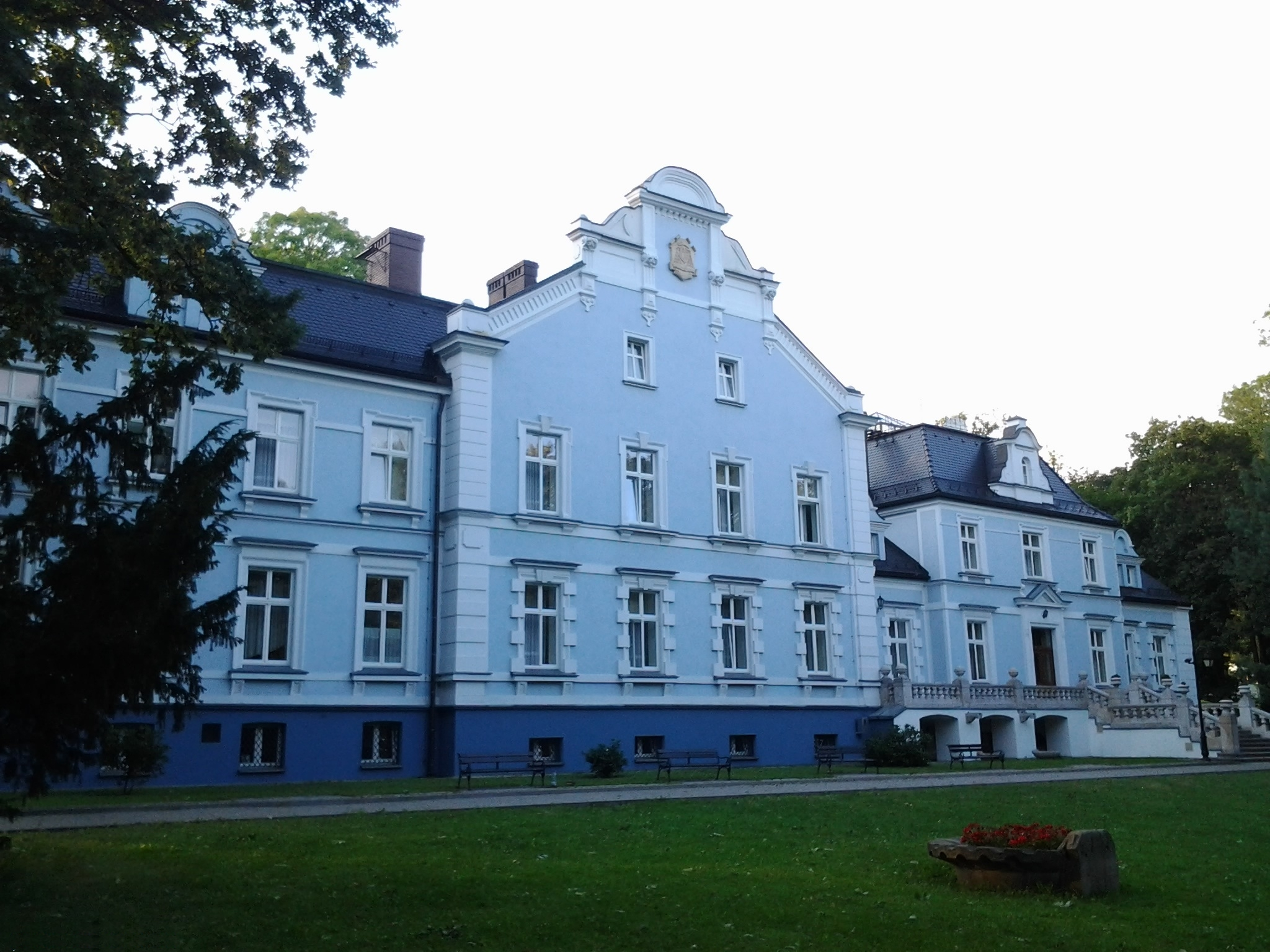
A Katowicei Főegyházmegye lelkigyakorlatos háza Wodzisław Śląskiban

A keresztény elvonulás a normál élettől való határozott időn át való távolmaradás (néhány órától akár hónapokon át), az Istennel való mélyebb kapcsolódás érdekében, általában imádkozás formájában. A katolikus szóhasználatban a hosszabb elvonulás a lelkigyakorlat, a rövidebb rekollekció.
Az elvonulás bibliai megjelenéseként tekintenek Jézus sivatagi böjtölésére.
A kereszténységgel szinte egyidős gyakorlat modern formáját a római katolikus egyházban Loyolai Szent Ignác tette népszerűvé, aki a  jezsuiták alapítója és első vezetője volt az 1520-as években. Ignáctól származik a lelkigyakorlat elnevezés is: fő műve a Lelkigyakorlatok (Exercitia spiritualia).
Az elvonulás a 17. században vált népszerűbbé a katolikus egyházban.
A 19. század végén és a 20. század első éveiben a munkásosztályban is népszerűbbé váltak az 1–3 napos spirituális elvonulások, ám ezek kevésbé voltak önmegtartóztatóak és inkább a kikapcsolódást szolgálták.

## Szufi elvonulás
Az arab khálva (arabul: الخلوة) magyar fordítása elzárkózás vagy elkülönülés, de a szúfi terminológiában a jelentése önfeladás az Isteni Jelenlét utáni vágyban. A szúfik a teljes elzárkózás idején folyamatosan ismétlik Isten nevét, amire az Istenre való emlékezés meditációjának legmagasabb formájaként tekintenek. Utazás a hatalom urához című könyvében Muhiyid-Did ibn Arabi (i.sz. 1165-1240) tárgyalta a khálva gyakorlat szakaszait.

## Meditáció
Több meditációs hagyományban is léteznek meditációs kurzusok és elvonulások, egyénileg és csoportosan egyaránt.

## Jóga

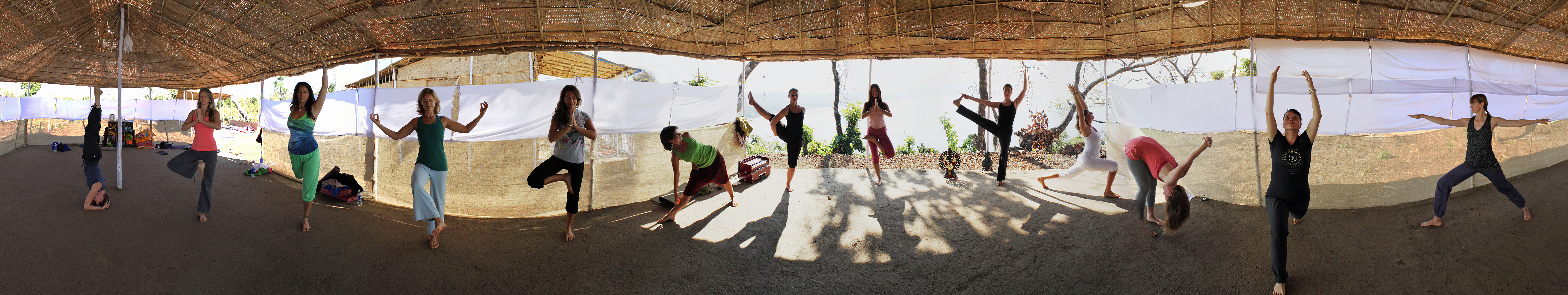
Jóga elvonuláson tartott óra Indiában

A mai, modern jógában az elvonulás gyakran egy pihentető szabadidős tevékenységet jelent, amikor az ember hátra hagyja a munkáját néhány napra (például egy hétvégére), akár egy hétre. Ennek a célja a napi stressz és problémák elengedése. Az ehhez használatos módszer nem a meditáció, hanem a különböző ászanák (testtartások).

## További források
- Cooper, David A.. Silence, Simplicity & Solitude: A Complete Guide to Spiritual Retreat. SkyLight Paths Publishing (1999). ISBN 978-1-893361-04-1
- Merianne Liteman, Sheila Campbell, Jeffrey Liteman, Retreats that Work: Everything You Need to Know About Planning and Leading Great Offsites, Expanded Edition, ISBN 0-7879-8275-X
- Stafford Whiteaker, The Good Retreat Guide, ISBN 1-84413-228-5
- Zangpo, Ngawang. Jamgon Kongtrul's Retreat Manual. Snow Lion Publications (1994). ISBN 978-1-55939-029-3